# A–12 Avenger II
Az A–12 Avenger II szubszonikus, lopakodó, sugárhajtású haditengerészeti könnyűbombázó repülőgép, melyet az Amerikai Egyesült Államokban fejlesztettek, az A–6 Intruder leváltására, az ATA (Advanced Tactical Aircraft – fejlett taktikai repülőgép) program keretében, 1983-tól, de a hidegháború befejeződése, a megoldatlan műszaki problémák és a folyamatosan növekvő költségek miatt a programot 1991-ben törölték, helyette a sokkal olcsóbb F/A–18E/F Super Hornetet rendelték meg. És egy példány se készült el. A csupaszárny repülőgép fegyverzetét a törzsbe rejtetten hordozta volna.  